# Dypsis heteromorpha
Espèce
Statut de conservation UICN

 DD  : Données insuffisantes
Dypsis heteromorpha est une espèce de palmiers (Arecaceae), endémique de Madagascar. Il est menacé par la Perturbation écologique.

## Répartition et habitat
Cette espèce est endémique aux montagnes situées dans le nord de Madagascar. On la trouve entre 900 et 1 700 m d'altitude. Elle pousse dans les forêts de montagnes.